# 雷伊 (伊朗)

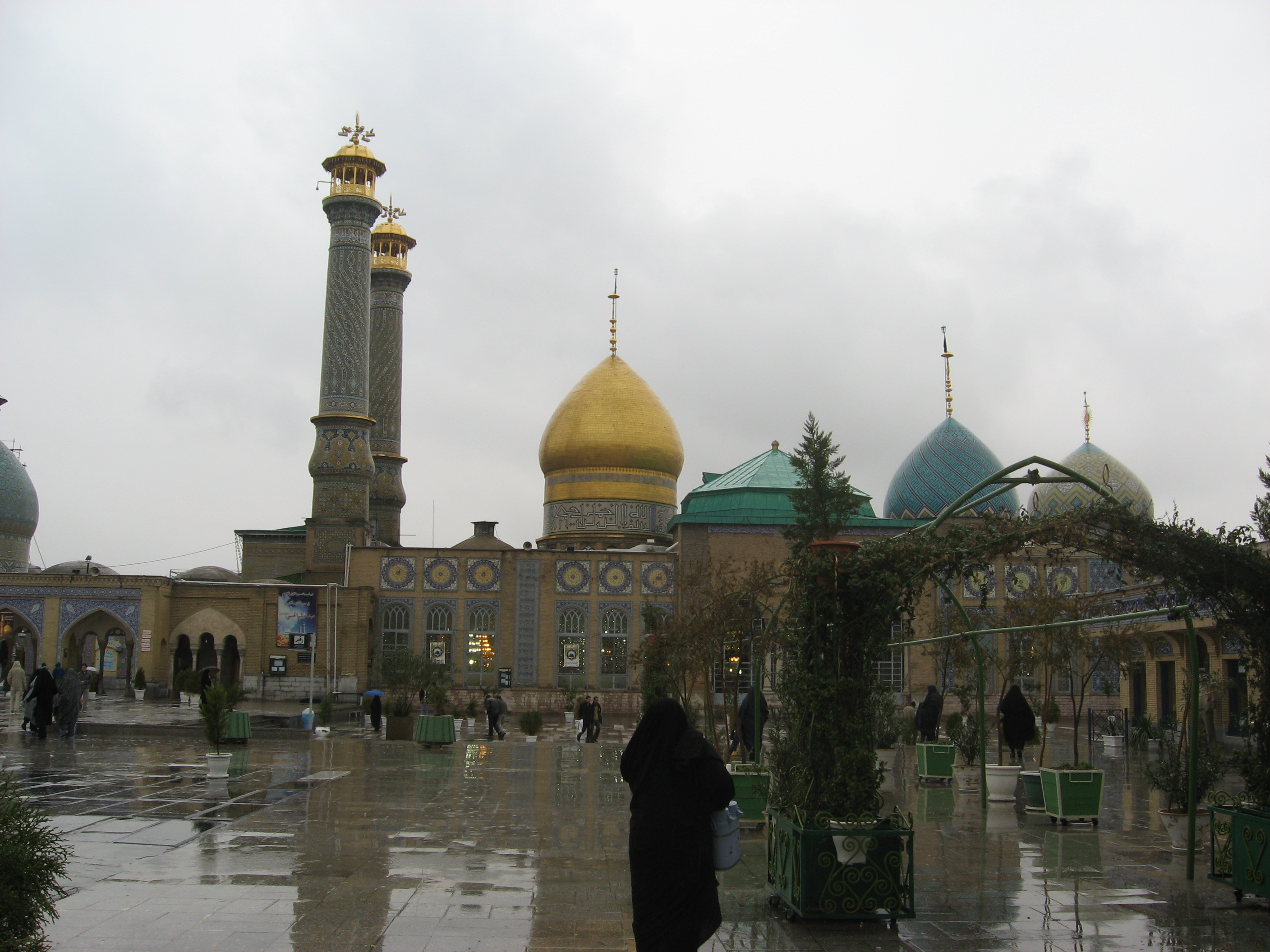

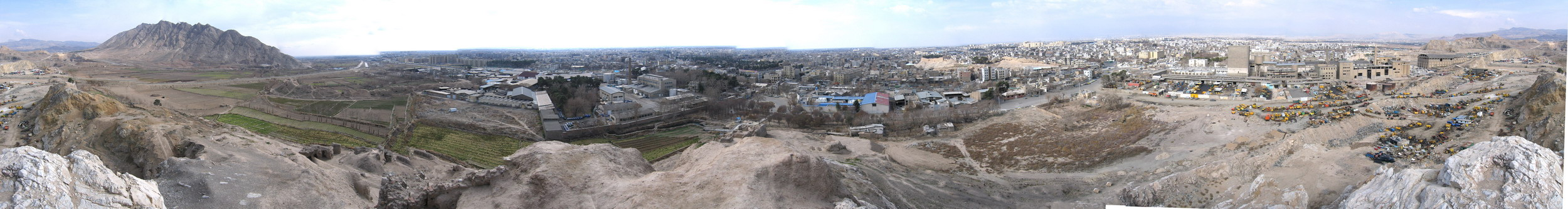

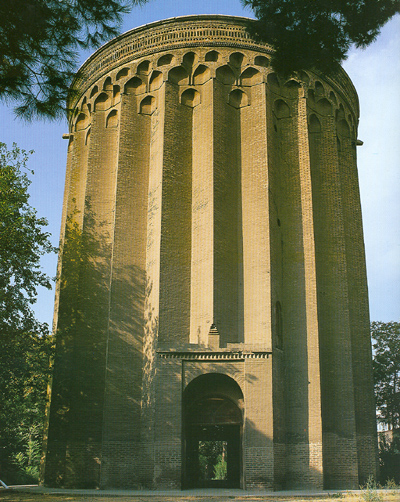
图赫里勒·贝格庙

雷伊（羅馬化：Ray），又名拉格斯（Rhages；拉丁語：或），古称阿尔萨西亚（Arsacia），是伊朗的城市，位於該國北部，由德黑蘭省負責管轄，距離首都德黑蘭15公里，海拔高度1,058米，該地區自公元前6000年左右有人類居住，1996年人口約250,000。西方稱之爲「拉亞」（Raya），卽是阿契美尼德王朝銘文上的米底拉加（Raga），位於現今德黑蘭以南的雷伊。亦卽波斯古經裏的剌伽。德黑蘭在歷史上稱爲「拉伊」（Ray），這一詞在語源上與古波斯語及波斯古經裏的剌伽（Rhaga）有關係。剌伽是操伊朗語的米底人及阿契美尼德人的活躍地區。公元前330年，亚历山大大帝在追击波斯帝国国王大流士三世时，曾驻足雷伊。亚历山大留下来的痕迹，至今犹存。1219年蒙古人西征的铁蹄，把雷伊城夷为平地。蒙古人在雷伊留下了自己的印记蒙古塔。历经近千年风霜，依然耸立在那裏。
在《元史》等有关元朝的史书中称为“剌夷”，本是中世纪伊朗地区的中心城市，因遭到蒙古入侵，导致该城衰落，而临近位置的德黑兰取而代之。

## 外部連結
- The Tehran province Cultural Heritage Organization.
- Archeological site of an ancient Fire Temple near Ray. （页面存档备份，存于）
- Background on the 1934-1936 joint expedition financed by the University Museum at the University of Pennsylvania and the Boston Museum of Fine Arts  led by Erich Schmidt
- Ali Spring (Cheshmeh Ali), Ray
- Toqrol Tower, Ray
- Daily Life Ornamented: The Medieval Persian City Of Rayy （页面存档备份，存于） Special Exhibition at University of Chicago Oriental Institute|Chicago Oriental Institute (May 15-October 14, 2007).